# 那加野畑町
那加野畑町（なかのばたちょう）は、岐阜県各務原市の地名。現行行政町名は那加野畑町一丁目、二丁目。

## 地理
各務原市の那加地区に属する。
町域の東部は那加前野町、那加前洞新町、西部は那加石山町、南部は那加新田町、那加幸町、北部は那加西市場町、那加前野町に接する。
道路
- いちょう通り

## 歴史
元は稲葉郡那加町大字前洞の一部であったが、1940年（昭和15年）の岐阜県訓令により行政上は独立地域の扱いを受ける。
1979年（昭和54年）1月20日、那加前洞町の一部をもって那加野畑町が成立。

## 世帯数と人口
2024年（令和6年）10月1日現在の世帯数と人口は以下の通りである。
| 丁目             | 世帯数  | 人口  |
| ---------------- | ------- | ----- |
| 那加野畑町一丁目 | 152世帯 | 359人 |
| 那加野畑町二丁目 | 129世帯 | 318人 |
| 計               | 281世帯 | 677人 |

## 小・中学校の学区
市立小・中学校に通う場合、学区は以下の通りとなる。
| 番・番地等 | 小学校                   | 中学校               |
| ---------- | ------------------------ | -------------------- |
| 全域       | 各務原市立那加第一小学校 | 各務原市立那加中学校 |

## 交通
- 各務原市ふれあいバス那加線

## 主な施設
- 御鍬神社